# Post Tower
Der Post Tower in Bonn ist die Zentrale des Logistikkonzerns Deutsche Post AG. Er ist mit 162,5 Metern das zweithöchste deutsche Hochhaus außerhalb von Frankfurt am Main und das sechzehnthöchste in Deutschland überhaupt. Hans-Dieter Petram, Brief-Vorstand der Deutschen Post und „verantwortlich für die Immobilien des gelben Riesen“ gilt als „Vater des Post Towers“.

## Gebäudedetails
Das Hochhaus liegt am Rheinufer am Rande des Rheinauenparks im Ortsteil Gronau und damit im Zentrum des Bundesviertels. Es hat 41 Ober- und 5 Untergeschosse. Der Tower wurde in moderner Stahl-Glas-Bauweise konstruiert. In jedem Geschoss sind Stahlverbundstützen, die im Foyer einen Durchmesser von 760 und in jedem weiteren Geschoss von 406 mm haben. Die Grundfläche hat die Form zweier um 7,4 Meter zueinander versetzter Kreissegmente.
Zwischen den Stockwerken gibt es insgesamt vier sogenannte Skygärten, das sind großflächige Verbindungsplattformen zwischen den beiden Gebäudesegmenten Nord- und Süd-Tower. Das Dach des Konferenzzentrums besteht aus einem einfach gekrümmten Stahlträgerrost aus Hohlprofilen. Dieser wird durch Stahlstützen gehalten. Das Konferenzgebäude ist mit Edelstahl- und Glaspaneelen bedeckt. Das Dach wölbt sich an der Nordwestseite nach unten und wird so zur Fassade. Auf den sonstigen Etagen befinden sich kleinere Verbindungsplattformen. Im Sockel des Post Towers, der bis unter die Erde geht, befinden sich 1000 Fahrzeugstellplätze.
Im Dachbereich befindet sich eine umlaufende ca. 12 Meter hohe Fassade. Die Windlasten werden durch ovale Stahlstützen aufgefangen. Hinter der Fassade befinden sich ein Dachgarten sowie ein Penthouse, in dem Tagungen des Postvorstands stattfinden. Zur schnellen Personenbeförderung gibt es 12 Hochgeschwindigkeits- und weitere Aufzüge. Die Aufzugbedienung (Zielauswahlsteuerung) zeichnet sich dadurch aus, dass das gewünschte Zielstockwerk außerhalb an einem von mehreren Terminals eingegeben wird. Eine heuristische Optimierung gibt dann die Buchstabenkennung des zugewiesenen Aufzugs zurück.
Die aus Weißglas bestehende Fassade ist zweischalig. Zwischen beiden Schalen ist ein rund 1,5 Meter breiter Zwischenraum. Die Fassade ermöglicht eine Belüftung über Steuerklappen. Das Tragwerk für die Fassade besteht aus Edelstahlprofilen. Es mussten 4500 km Elektroleitungen verlegt werden. Weitere moderne Konzepte machen das Gebäude besonders energiesparend. Dazu zählt auch ein grundwasserbasiertes Kühlsystem, welches in einen dazu angelegten, zum Rhein hin gelegenen See mündet.
Glas ist bevorzugter Baustoff des Bonner Gebäudes und soll die Neugewichtung von „Offenheit“ in der Firmenkultur symbolisieren. Bürowände, Türen, Trennwände und Böden sind – so weit möglich – aus durchsichtigem oder mattiertem Glas.
Auf dem Dach sind ein Posthorn (nach Südwesten) und ein DHL-Logo (nach Nordosten) angebracht.

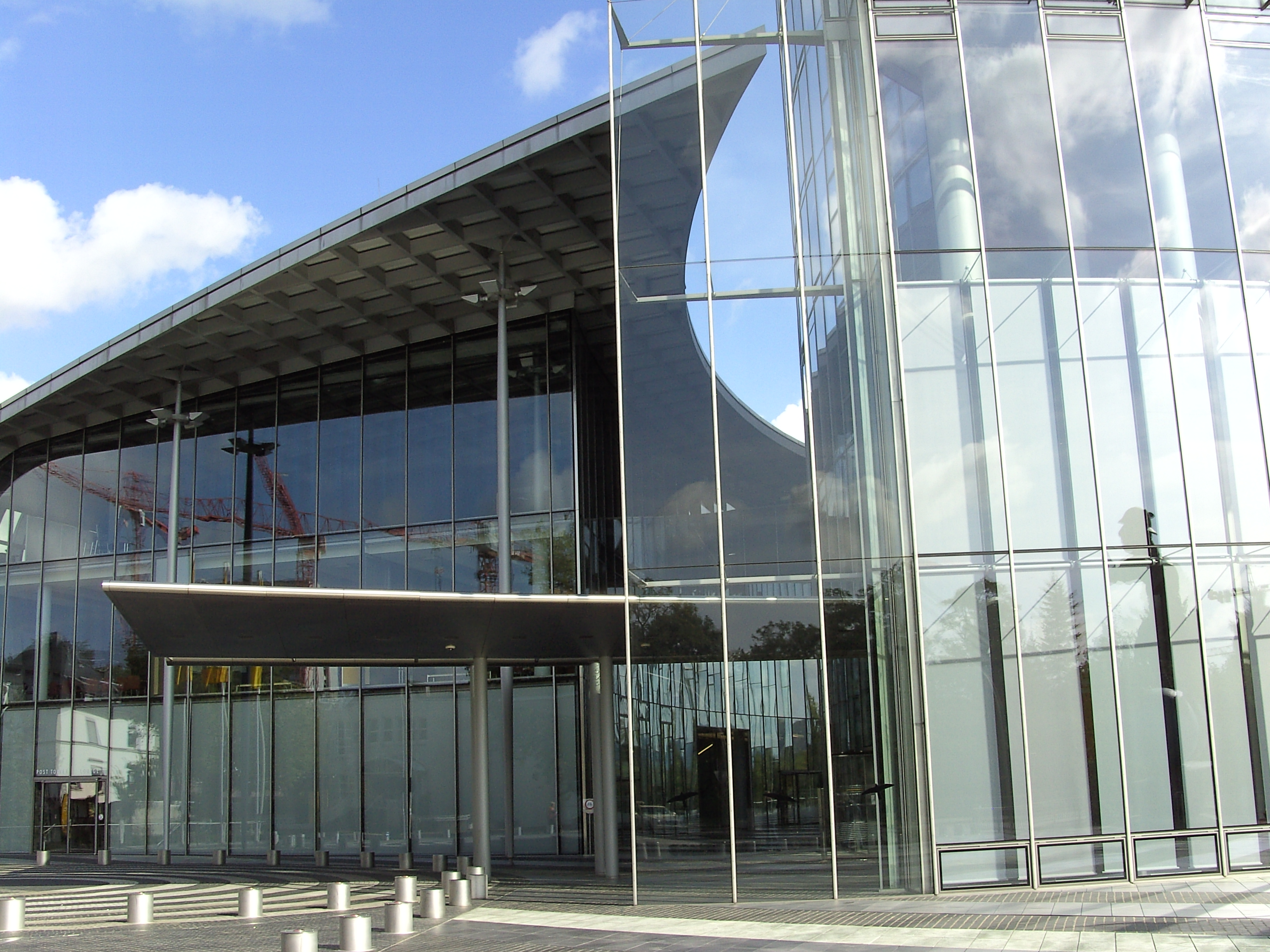
Eingang des Post Towers
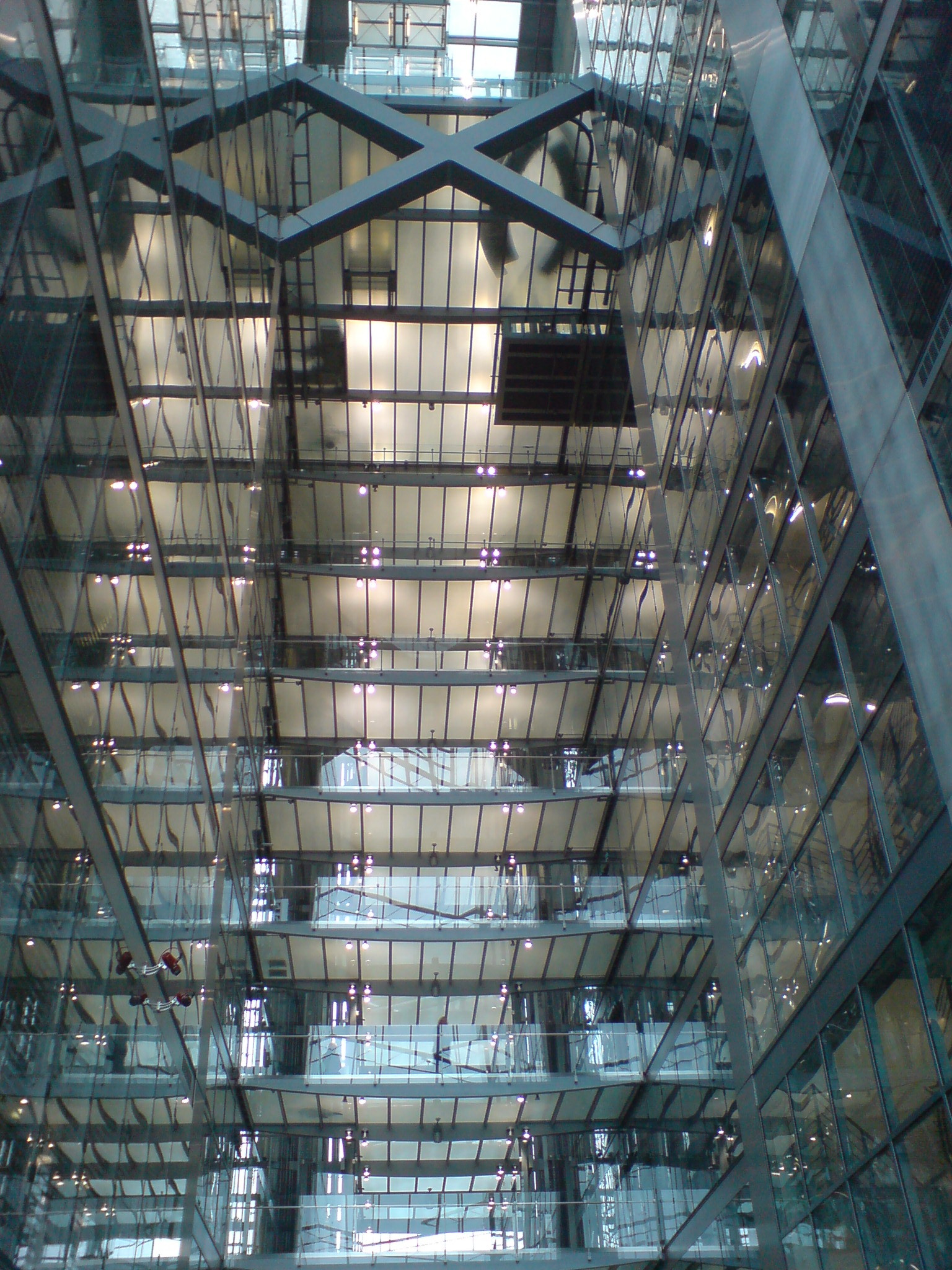
Innenansicht zwischen den Turmhälften des Post Towers
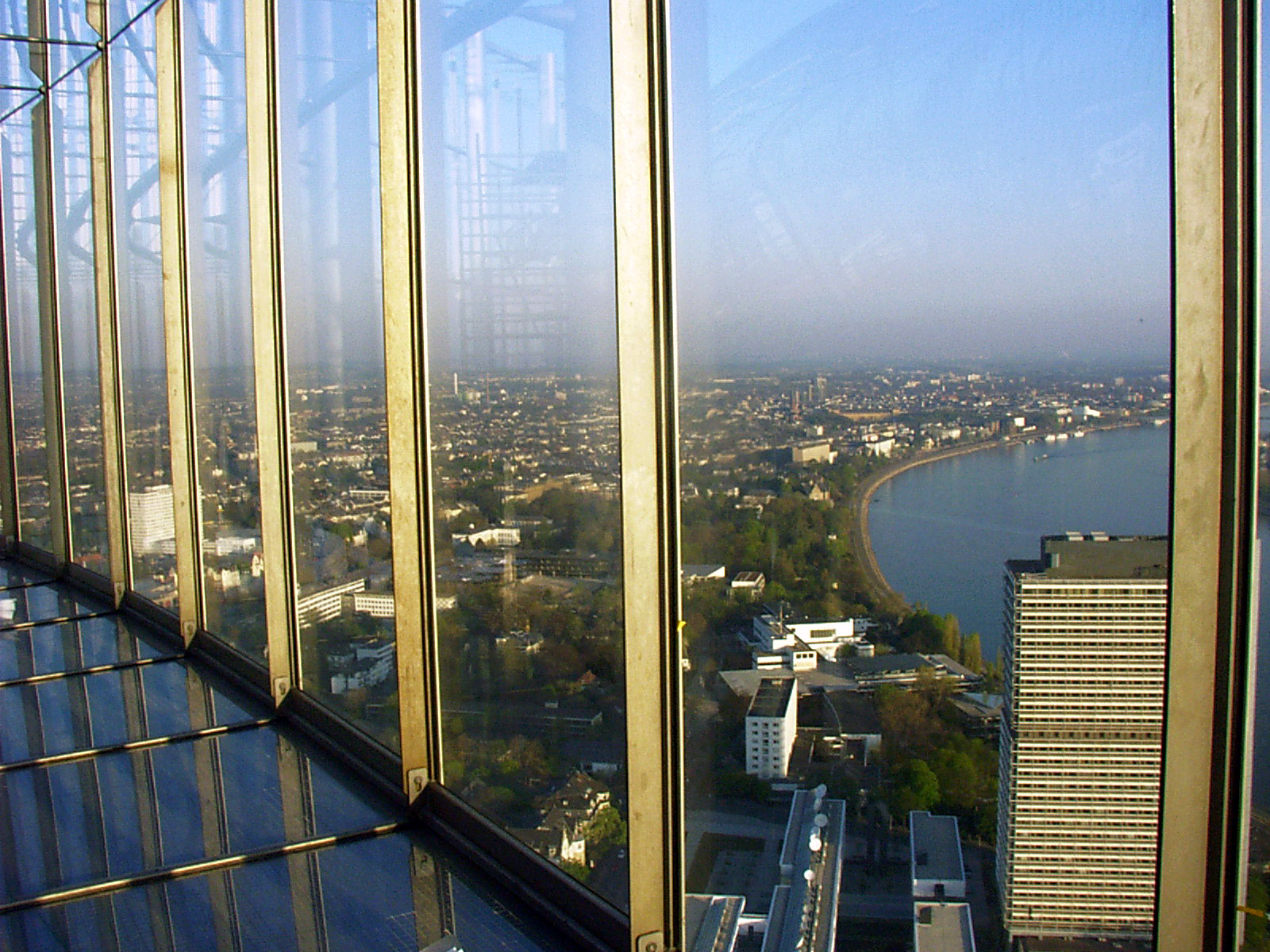
Bonn Posttower, Aussichtsdeck auf der Vorstandsetage

## Geschichte

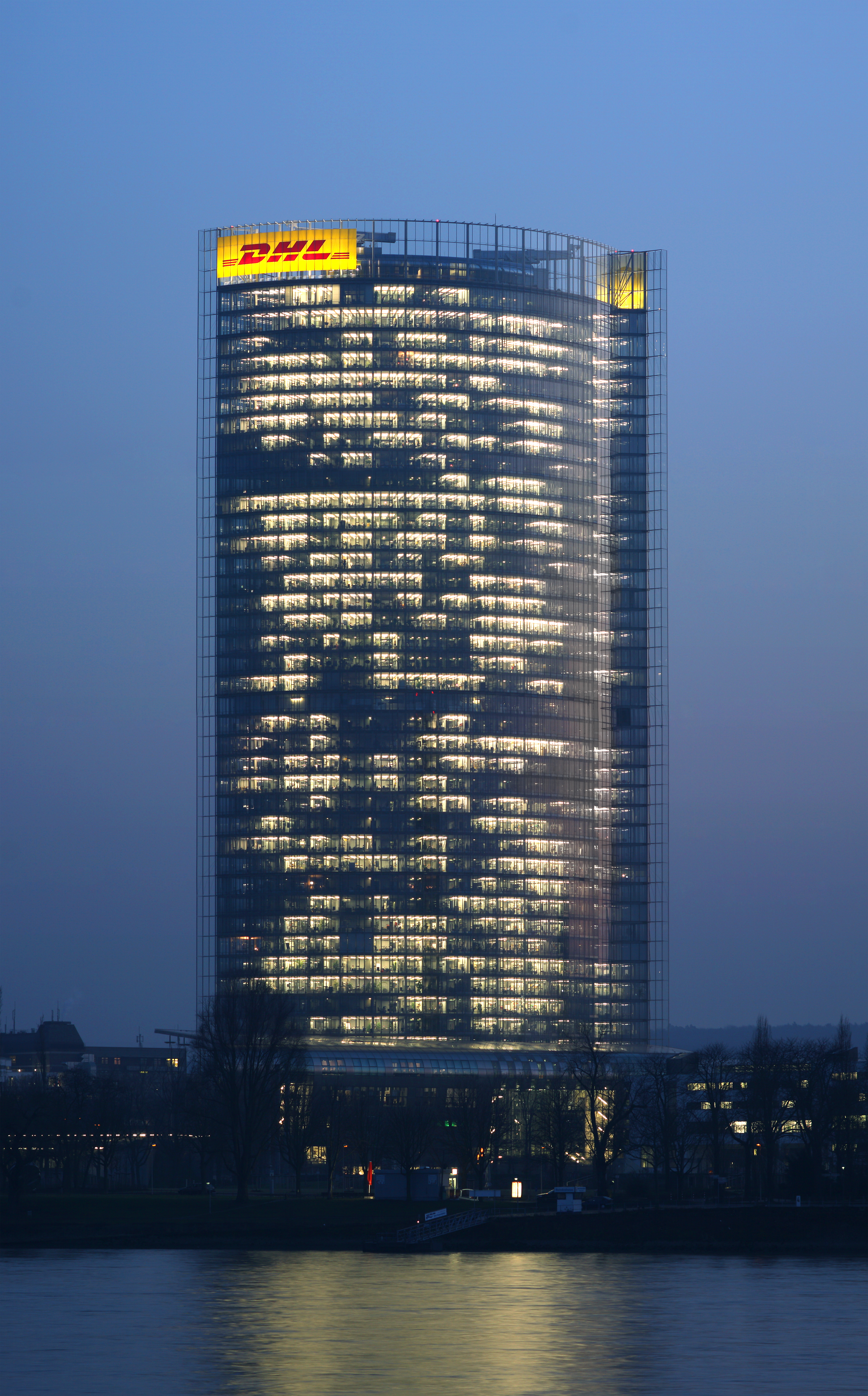
Post Tower abends

Der Post Tower wurde von dem Architekten Helmut Jahn, Büro Murphy/Jahn Chicago, unter Mitwirkung von Werner Sobek (Tragwerk und Fassade) und Heinle Wischer (Kontaktarchitekt und Baugenehmigung) geplant. Das Hochhaus entstand in nur zweieinhalb Jahren, von 2000 bis 2002, für etwa 78 Mio. Euro.
Grundlage für den Neubau der Generaldirektion der Deutschen Post AG war ein offener  Realisierungswettbewerb an dem in der 1. Phase 327 und in der zweiten 23 Architekten teilnahmen. Zulassungsbereich war der Europäische Wirtschaftsraum. Unter dem Vorsitz von Max Bächer wurde am 29. und 30. Juni 1998 der erste Preis an das Büro von Paul Böhm, Köln, der 2. Preis an Murphy/Jahn, Chicago und der dritte an Schürmann und Partner, Köln vergeben. „Zunächst sollten nach Vorstellung der Jury wegen des knappen Ergebnisses die ersten drei Preisträger gemeinsam ein Gebäude errichten. Doch damit holte sich die Jury den Vorwurf der Entscheidungsunklarheit ein.“ Die Deutsche Post AG entschied sich dann mit den damaligen Vorständen Edgar Ernst, Hans-Dieter Petram und Klaus Zumwinkel, alle waren auch als Sachpreisrichter tätig, für den Entwurf von Helmut Jahn.

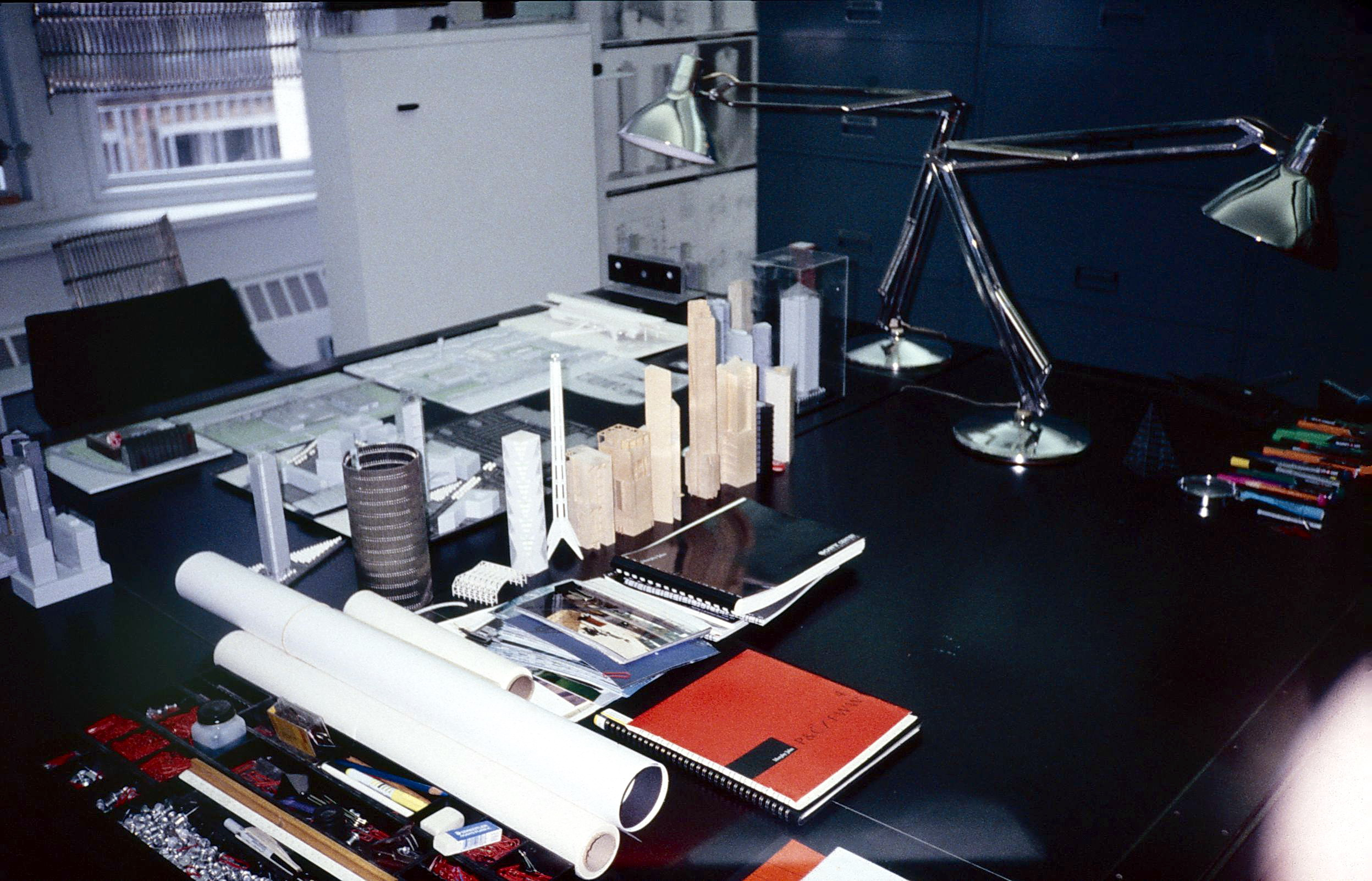
Zeichentisch von Helmut Jahn in Chicago 1998, kurz nach der Jury-Entscheidung zum Bonner Post Tower

Die Entscheidung für den 2. Preis muss durch Intervention von Jahn gefördert worden sein: „Im Falle der Deutschen Post hatte ich nach dem Wettbewerb den Post Tower dem Betriebsrat und einigen Mitarbeitern vorgestellt. Später standen die Verantwortlichen der Deutschen Post mit dem Betriebsrat in Verbindung.“ Wesentlich war offenbar nicht nur die Dominanz des Towers als „Alleinstellungsmerkmal“ des Konzerns im ehemaligen Regierungsviertel, sondern auch die attraktive Büroumgebung, die Jahn so beschreibt: Die Mehrzahl der Büros in Deutschland sind Zellenbüros, also geschlossene Zimmer mit einem, in der Regel zwei Arbeitsplätzen. Wir haben im Post-Tower versucht, die isolierende, etwas öde Wirkung dieser Zellenbüros zu vermeiden. Unsere Einer-, Zweier- und Dreier- Zellenbüros sind zum Flur hin vollkommen verglast. Die Trennwände zwischen den Büros sind teilweise lichtdurchlässig, teilweise durchsichtig. Die Idee war, dass die Mitarbeiter in den Zellenbüros das Gefühl haben, in einem größeren Bereich zu sitzen. Das fördert eine gewisse Gemeinsamkeit zwischen den Kollegen, was dann die gegenseitige Kommunikation und meiner Meinung nach auch das Wohlbefinden in den Büros steigert.
Maßgeblich für die Wahl des Jahn-Entwurfs für die „Bonner Neustadt“ (Stadtbaurat Sigurd Trommer) war nicht zuletzt die Kenntnis über den sehr ähnlichen (ebenfalls mit Sobek) ab 1993 konzipierten Bahntower für die DB am Potsdamer Platz in Berlin, der ab 1998 bereits in Bau war. Für Hans-Dieter Petram, damals „eigentlich Brief-Vorstand der Deutschen Post und auch verantwortlich für die Immobilien des gelben Riesen...“ und später, beim Bau, einer der „Drei von der Post“ wird dies ein wichtiger Grund gewesen sein, zumal man sich zeitgleich im Büro des „Vielfach-Turmbauers“ im Jeweler's Tower in Chicago ein Bild von seinem Œuvre machen konnte.
Die Grundsteinlegung erfolgte am 21. August 2000 im Beisein des Vorstandsvorsitzenden der Deutschen Post World Net, Klaus Zumwinkel, der in Jahns Entwurf ein „architektonisches Highlight sah, das die Modernität und die Innovationskraft des Konzerns“ verkörpere. Die Deutsche Post AG verlegte daraufhin ihre Zentrale aus dem Gebäude des ehemaligen Postministeriums am Robert-Schuman-Platz in das Gebäude. Dabei wurden auch mehrere Standorte zusammengeführt, wovon sich die Post Optimierungen versprach. Insgesamt wurde das Gebäude von 2000 Mitarbeitern bezogen.
Der Bau dieses Hochhauses war in Bonn politisch umstritten, schließlich stimmte der Stadtrat mit Mehrheit dem Bau zu. Insbesondere aus den Reihen von CDU und Grünen gab es Gegenstimmen. Die Gegner des Entwurfs legten Wert auf den Bestand des Bonner Stadtbildes, in dessen Silhouette kein weiteres Hochhaus neben dem – ursprünglich nur als Provisorium gedachten – „Langen Eugen“ Platz haben sollte. Auch Teile der Bonner Architektenschaft befand, dass ein Gebäude, höher als der „Lange Eugen“ des Architekten Egon Eiermann und vier Meter höher als der Kölner Dom, nicht in die Rheinuferlandschaft passe. Zum einen, weil die Breitseite der Stadt Bonn zugewandt sei, zum anderen weil der höhere Post Tower das Panorama des Siebengebirges zu sehr beeinflusse. Eine Kritik, die weniger laut vorgebracht worden wäre, wenn nicht die postmoderne Geometrie eines umstrittenen Jahn, sondern die schlanke, moderne Nadel von Schürmann gekürt worden wäre.
Beim Emporis Skyscraper Award belegte der Post Tower 2002 unter 350 nominierten Gebäuden den zweiten Platz. und erhielt im Jahr 2004 den Preis des Deutschen Stahlbaus sowie den National Honor Award, eine Auszeichnung des American Institute of Architects.
Die Idee, Architektur, Lichtplanung und Lichtkunst zusammenzuführen, stammt nach Aussagen der Berliner Lichtplanungsfirma L-Plan Lighting Design von Helmut Jahn. Umgesetzt wurde sie in Zusammenarbeit mit dem französischen „Lichtkünstler“ Yann Kersalé. Für die Lichtgestaltung wurde ebenfalls im Jahr 2004 der International Lighting Design Award (IALD Award of Merit) für die Kategorie „Corporate Design“ verliehen.
Zwölf Jahre nach seiner Realisierung wurde das Gebäude unter 7 Finalisten mit dem „CTBUH 10 YEARS AWARD“ (Council on Tall Buildings and Urban Habitat (CTBUH)) ausgezeichnet, der die erfolgreiche Umsetzung zahlreicher Planungskriterien zehn Jahre nach der Realisierung des Bauwerks berücksichtigt.
An der Fassade sind auf mehreren Ebenen Farbwechselscheinwerfer der Firma Martin Professional und 1.925 Leuchten mit jeweils drei Hochspannungsleuchtstoffröhren in den Farben Rot, Gelb und Blau (insgesamt 5.775 Rohre) der Firma LTW Lichttechnisches Werk mit 1.925 Dimmboxen der Firma Toni Maroni montiert. Dadurch kann die Fassade nachts in verschiedenen Farben leuchten.
Durch das wechselnde Farbspiel der Neonröhren fühlten sich einige Nachbarn gestört und zogen vor Gericht. Im Januar 2003 ordnete das Verwaltungsgericht Köln an, dass die Fassadenbeleuchtung des Glasgebäudes nicht mehr in Betrieb genommen werden darf (Az 8 L 2362 / 02). Diese Entscheidung wurde aber im Dezember 2008 durch das OVG Münster revidiert. „Zur Begründung führten die Richter aus, die Klägerin habe sich 2001 per Nachbarschaftsvereinbarung mit der Post für den Verzicht auf ihre Nachbarrechte mit mehreren Millionen Mark entschädigen lassen. Damit seien gegenwärtige und auch künftige Beeinträchtigungen derart überkompensiert, dass kein Raum mehr sei für den in der Klage geltend gemachten Abwehranspruch.“
Eine Zeit lang leuchtete der Post Tower stetig in verschiedenen Farben (blau, rot oder gelb) ohne die mittlerweile wieder aktivierten Blinkeffekte. Zur Zeit der Haupt-Vogelzüge von März bis Mai und von August bis November wird die Beleuchtung seit 2008 auf Blau umgestellt, auf 22 Uhr bis 1 Uhr begrenzt und durch bewegte Vogel-Silhouetten ergänzt. An Weihnachten wird mit den Leuchten ein Tannenbaum mit Kerzen oder das „Weihnachtslicht“-Symbol für die Spendenaktion des Bonner Generalanzeigers dargestellt. Auch zu anderen Anlässen zeigt sich die Beleuchtung flexibel: So wurde während des Weltjugendtages 2005 ein Kreuz dargestellt, zur Fußball-Weltmeisterschaft 2006 zeigte der Post-Tower einen Fußball, zum internationalen Beethovenfest 2006 ein Porträt von Ludwig van Beethoven, zur Bundestagswahl 2009 ein Wahlkreuz, um zur Stimmabgabe zu animieren, nach Deutschlands Finalsieg bei der Fußball-Weltmeisterschaft 2014 den FIFA-WM-Pokal.
Die Strategie des DPDHL-Konzerns, sich über die „Lichthaut“ in der Fassade wie durch zwei „riesige Flachbildschirme mit lausiger Auflösung“ zu präsentieren, sowie die Idee des Architekten, das Gebäude auch im Inneren zu entmaterialisieren, bleiben beim Thema Biodiversität und Lichtverschmutzung jedoch in der Kritik. „Dass die Post auch während der Vogelzugzeiten nicht darauf verzichtet, zu besonderen Anlässen die komplette Fassade zu beleuchten... [führt zu] 100 toten Vögeln in wenigen Monaten – das ist immer noch das Zehnfache dessen, was die Länderarbeitsgemeinschaft der Staatlichen Vogelschutzwarten an einem Gebäude wie dem Post-Turm als »zulässig«, also unvermeidbar einschätzt. Die deutschen Vogelschutzwarten haben hochgerechnet, dass jedes Jahr fünf Prozent aller hier lebenden Vögel an Gebäudefassaden verunglücken – das heißt 100 bis 115 Millionen Tiere.“

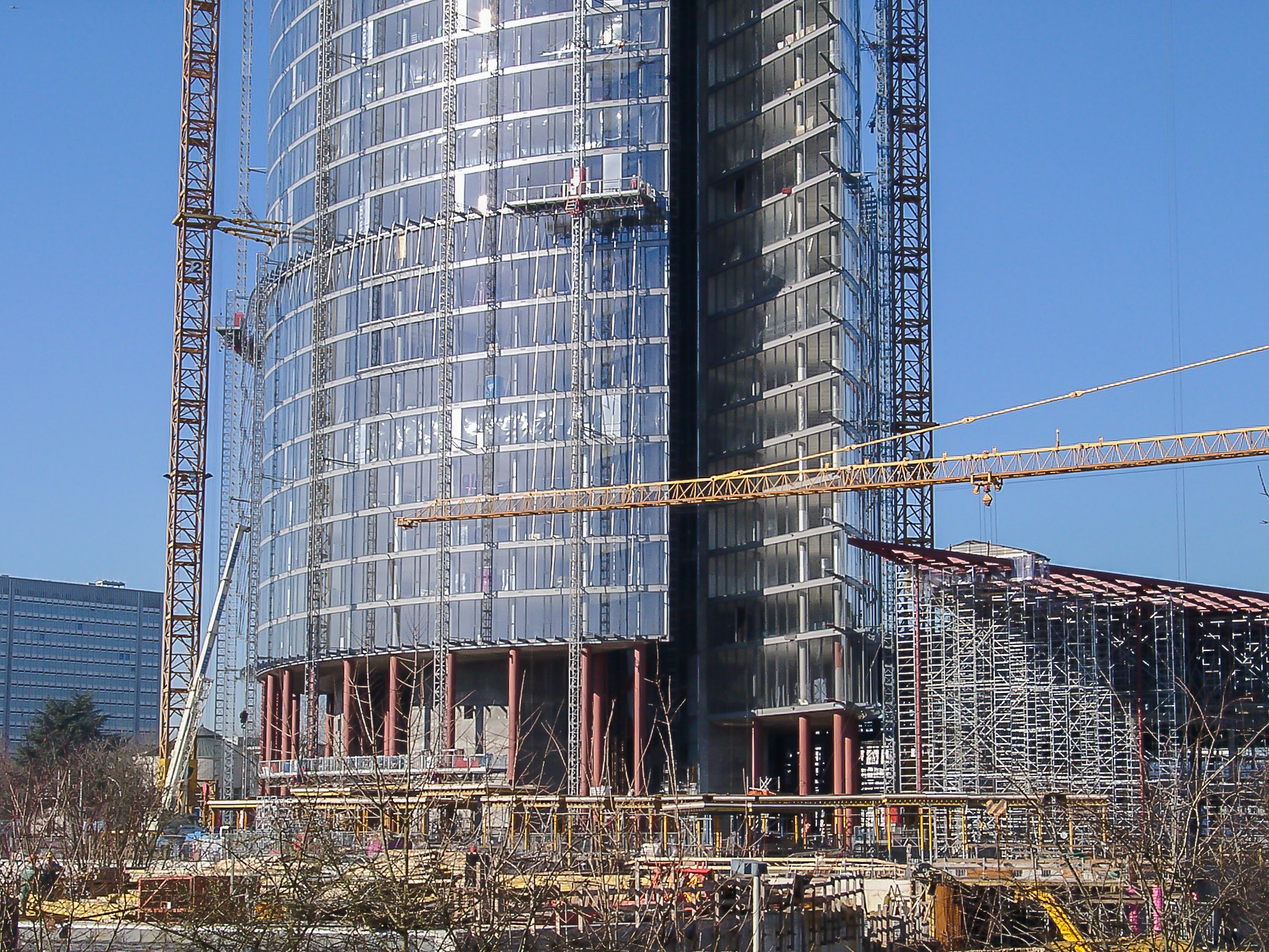
Post Tower im Bau (Februar 2002)
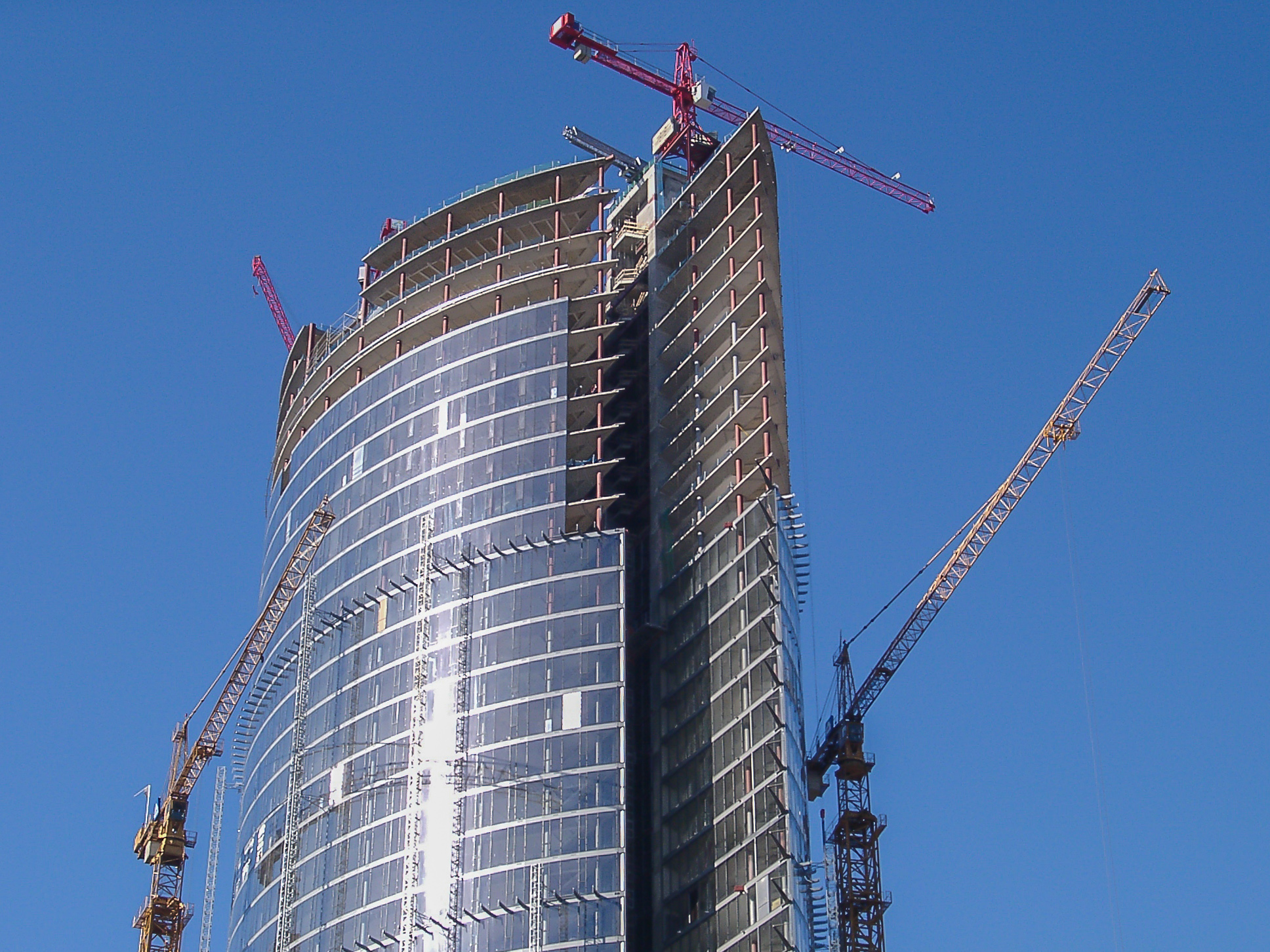
Post Tower im Bau (Februar 2002)
Nächtliche Beleuchtung in der Vorweihnachtszeit (2009)
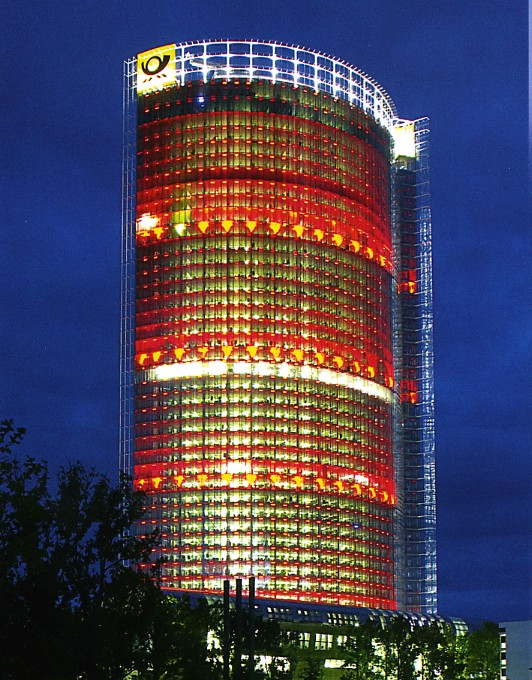
Die wechselnde „Nachtszenografie“ wurde zusammen  mit der Berliner Firma L-Plan realisiert.

## Kunstwerke vor dem Post Tower
Vor dem Gebäude in der Bonner Rheinaue befindet sich seit Anfang März 2007 die Skulpturengruppe Frauen De Formation von Tina Schwichtenberg. Am 3. Juli 2007 wurde Mercurius, eine Bronzefigur von Markus Lüpertz, enthüllt.

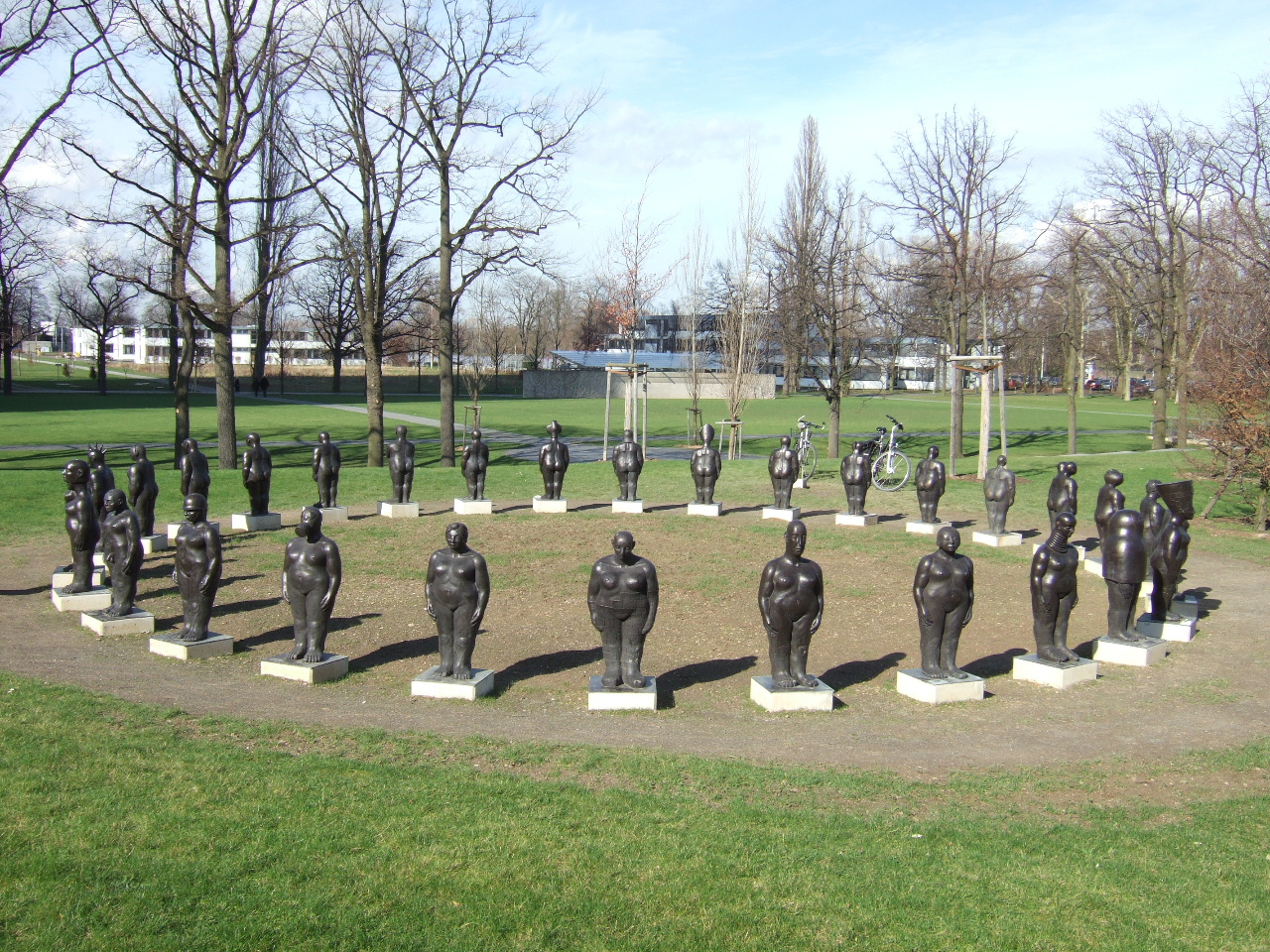
Tina Schwichtenberg: Frauen De Formation
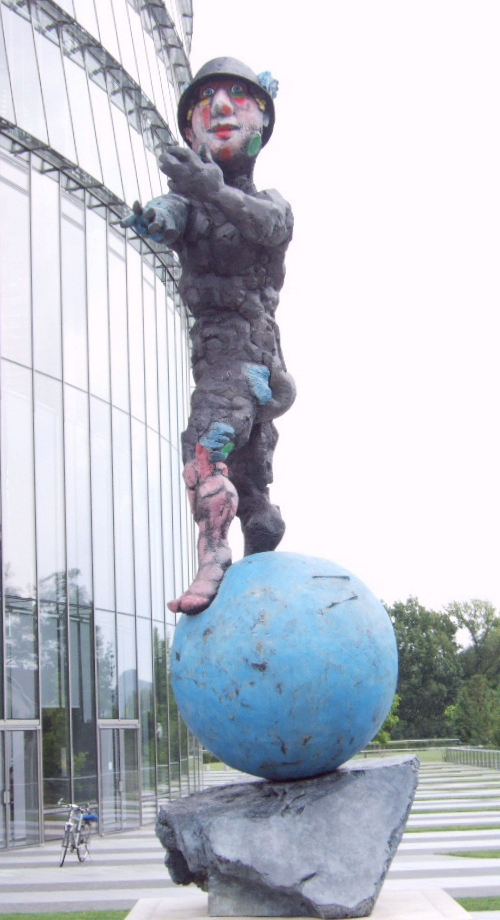
Markus Lüpertz: Mercurius

## Sonstiges
- Einmal im Jahr, am Tag der offenen Tür, sind Teile des Gebäudes für die Allgemeinheit zugänglich. Dies gilt vor allem für die „Besucheretage“ im 30. Stock.

- Beim Post Tower-Lauf & Familientag, der meist im Mai stattfindet, sind Mitarbeiter des Konzerns und ihre Familien für einen guten Zweck im Einsatz. Je gelaufenem Kilometer spendet Deutsche Post DHL einen Euro zugunsten einer gemeinnützigen Organisation. Gestartet wird am Post Tower, die Erwachsenen können eine Strecke von 5 oder 10 km durch die Bonner Rheinaue absolvieren. Die Kinder laufen – je nach Alter – 400 bzw. 800 Meter.

- Der begehbare Dachbereich des Post Towers (ca. 210 m ü. NHN) liegt etwa 15 Meter höher als die ihrerseits unbebaute höchste Erhebung der Stadt Bonn, der Paffelsberg (195,3 m).

- Fans der ehemaligen TV-Vorabendserie Verbotene Liebe ist der Post Tower auch als Sitz der „Lahnstein Holding“ bekannt.

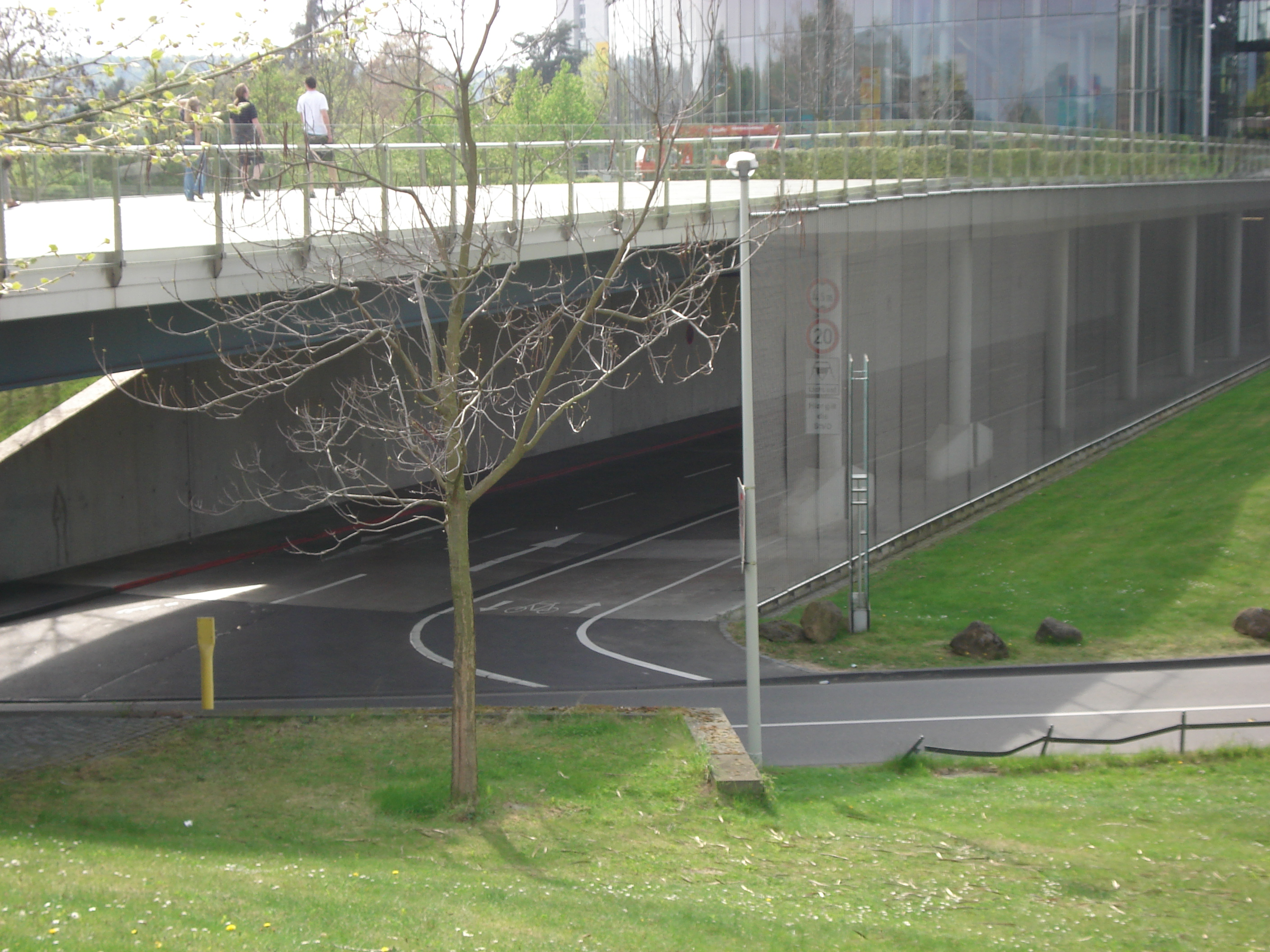
Weg zu Garagenstellplätzen des Post Towers
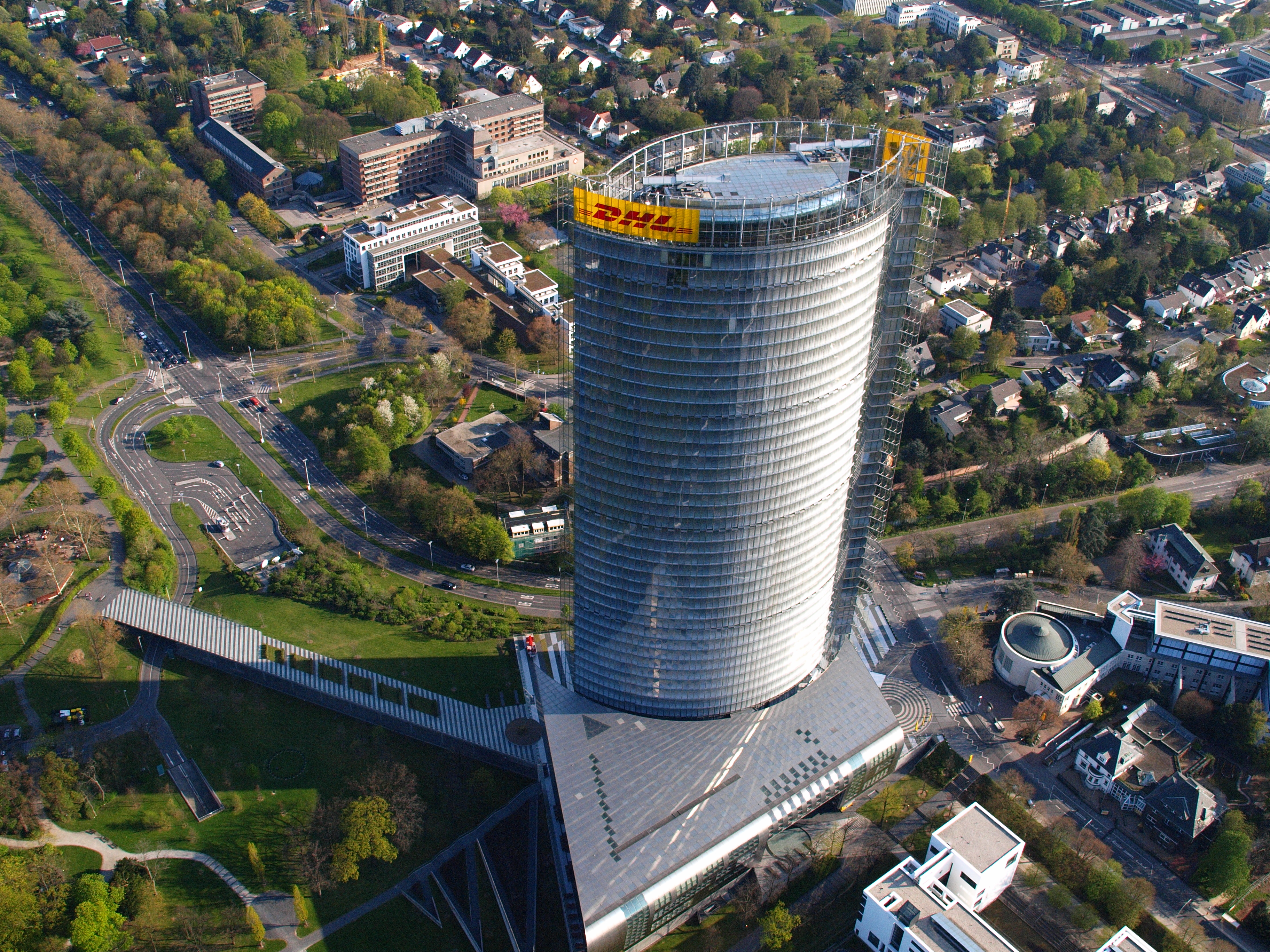
Luftaufnahme (2010)
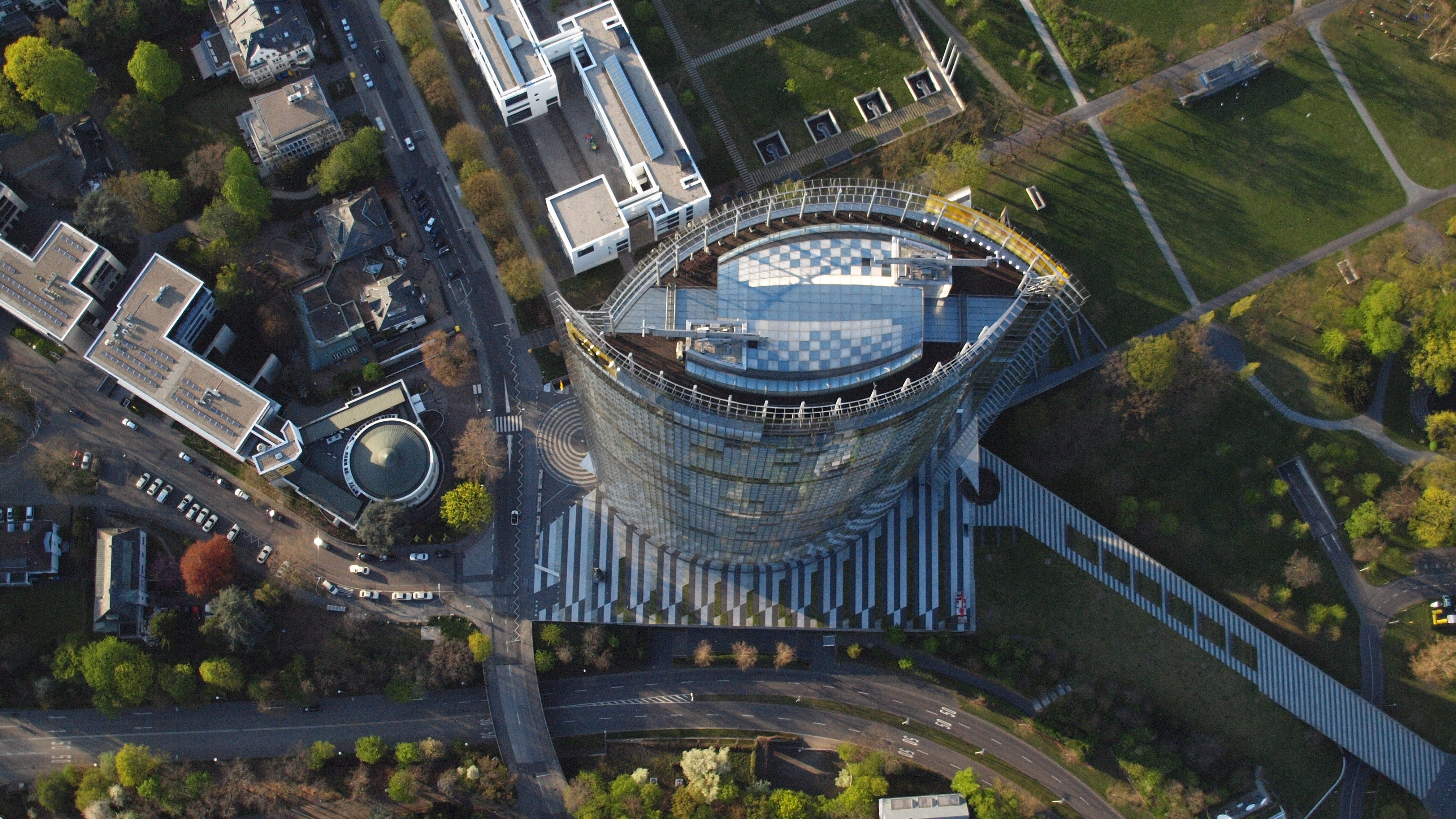
Senkrechtaufnahme aus südlicher Richtung
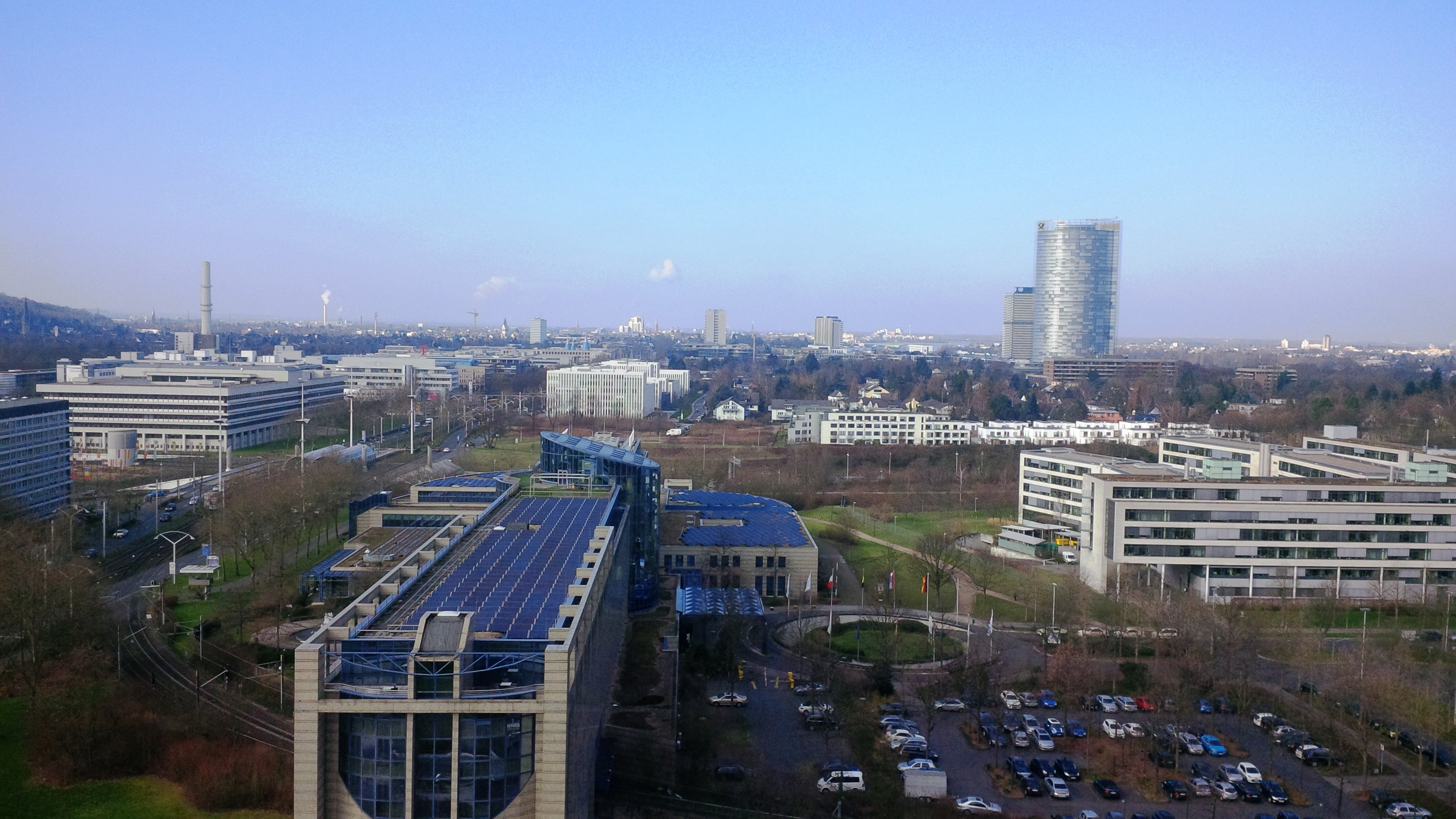
Blick von Süden zum Post Tower